# Optický dostřeďovač

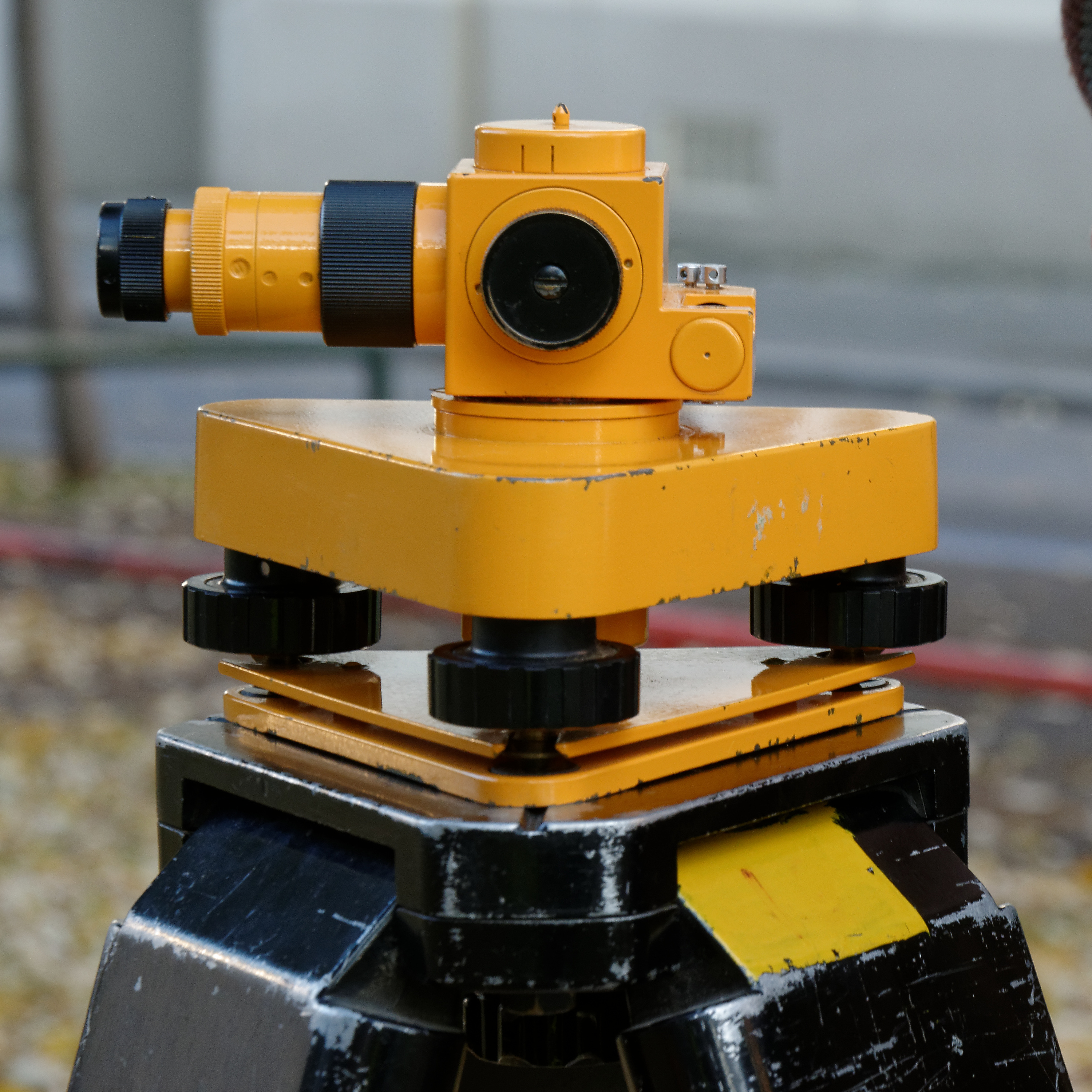
Samostatný optický dostřeďovač VEB Carl Zeiss Jena v trojnožce.

Optický dostřeďovač (též optický centrovač) je samostatná součást trojpodstavcové soupravy nebo součást teodolitu či totální stanice, která umožňuje dostředění (centraci) přístroje nad měřickým bodem (umístění vertikální osy přístroje tak, aby procházela zvoleným bodem). Dostřeďovač plní stejnou funkci jako olovnice, je ale přesnější (přesnost do 1 mm na 1,5 m výšky stroje) a je nezávislý na povětrnostních podmínkách (vítr).
Vestavěný dostřeďovač má okulár umístěný na boku alhidády přístroje a má tyto části:
- okulár s optickou čočkou - umožňuje povytažením zaostřit na zem na zvolený bod a pootočením zaostřit na centrační značku,
- centrační značka - má například tvar kříže či kruhu s tečkou uprostřed
- optický hranol - zalamuje zorný paprsek přesně ve vertikální ose přístroje.

Popis funkce: Teodolit umístíme na stativ přibližně nad měřický bod. Při pohledu do okuláru dostřeďovače po zaostření uvidíme rysku i měřický bod. Posuneme teodolit na stativu tak, aby se střed rysky dostal do zákrytu s měřickým bodem, a přístroj je vycentrován.
Moderní dostřeďovače umožňují přepínat záměrnou přímku dolů (do nadiru) nebo nahoru (do zenitu). Centrace nahoru se používá v místech, kde není možné stabilizovat měřický bod na terénu nebo na podlaze, například v podzemních prostorách.

## Použití
Optický dostřeďovač se používá při přípravě přístroje na stanovisku před vlastním měřením. Příprava přístroje zahrnuje kromě centrace i horizontaci (urovnání přístroje do vodorovné polohy).
U moderních geodetických přístrojů (21. století) je optický dostřeďovač nahrazen laserovým dostřeďovačem.

## Kontrola správnosti

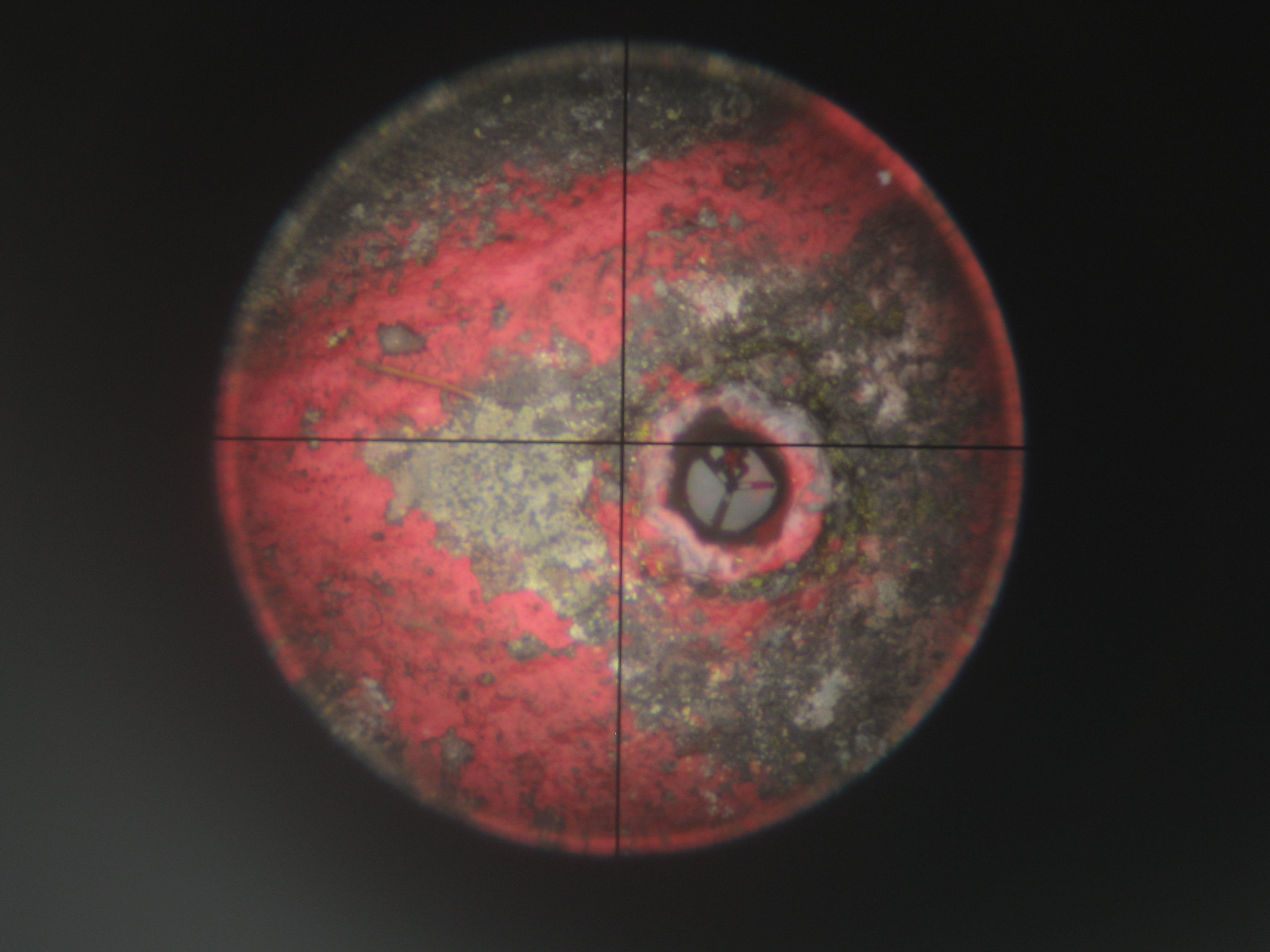
Pohled do optického dostřeďovače. Přístroj není zcentrován, středová značka není totožná s obrazem měřického bodu.

Dostřeďovač funguje správně, pokud je jeho osa (laserový paprsek) shodná se sviskou osou přístroje. Pokud shodná není, dochází k odchylce a, když:
a = vp * tg α
kde:

a - odchylka od správné centrace

vp - výška přístroje

α - úhel odklonu dostřeďovače od svislice

Správnost funkce zjistíme centrací v obou polohách přístroje. Po centraci v I. poloze proložíme přístroj do II. polohy (otočíme kolem svislé osy o 180°). Pokud dostřeďovač funguje správně, centrace se nezmění. Pokud dostřeďovač vykazuje odchylku, posune se cílová značka o její dvojnásobek. Pokud tento posun opravíme o polovinu, přístroj je správně dostředěn. Cílová značka pak při otáčení alhidádou opisuje kolem měřického bodu kroužek o poloměru a.

## Galerie

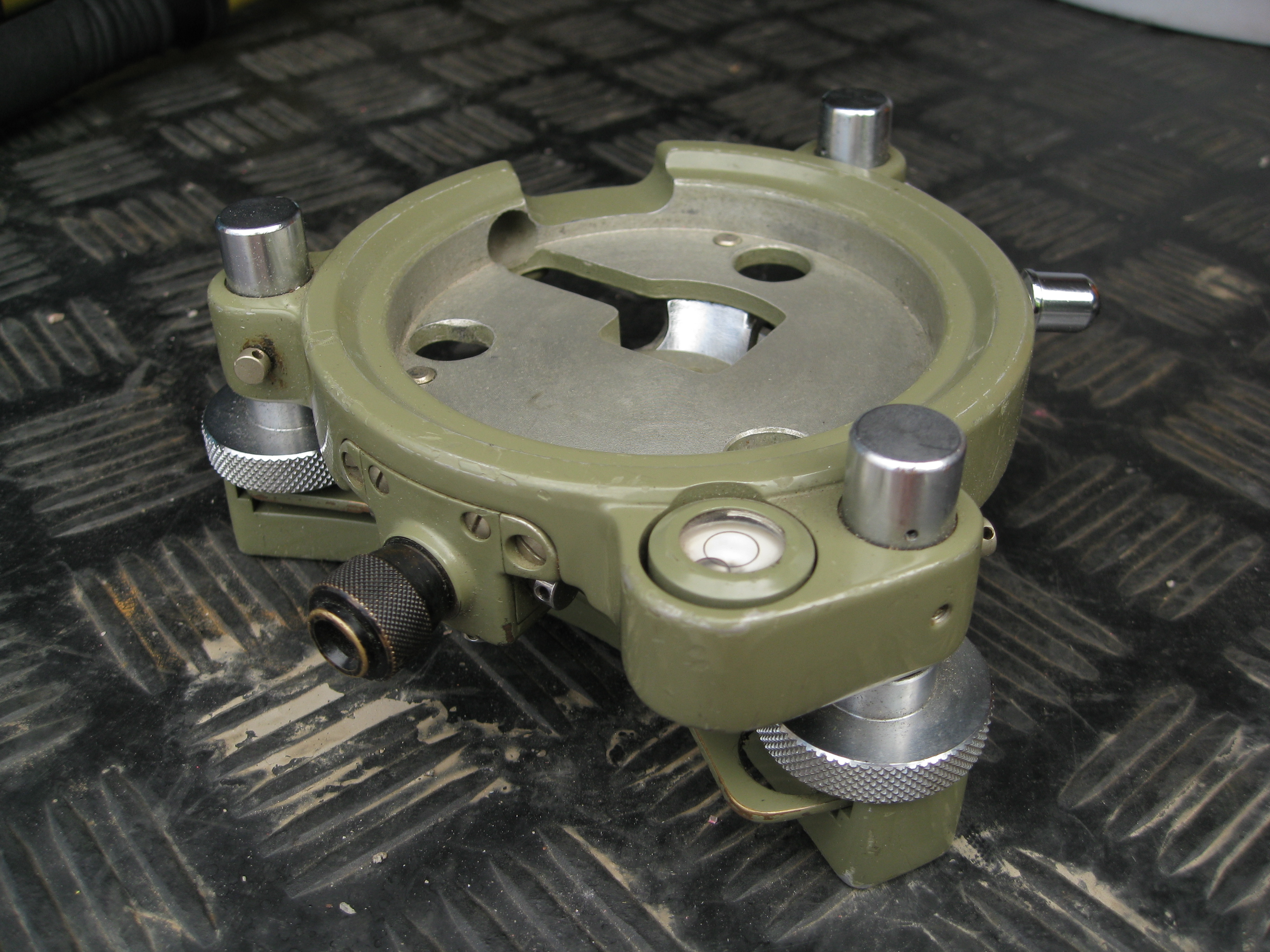
Optický dostřeďovač v trojnožce trojpodstavcové soupravy Wild. Nevýhodou takto uméstěného dostřeďovače je nemožnosat kontroly centrace proložením do druhé polohy.
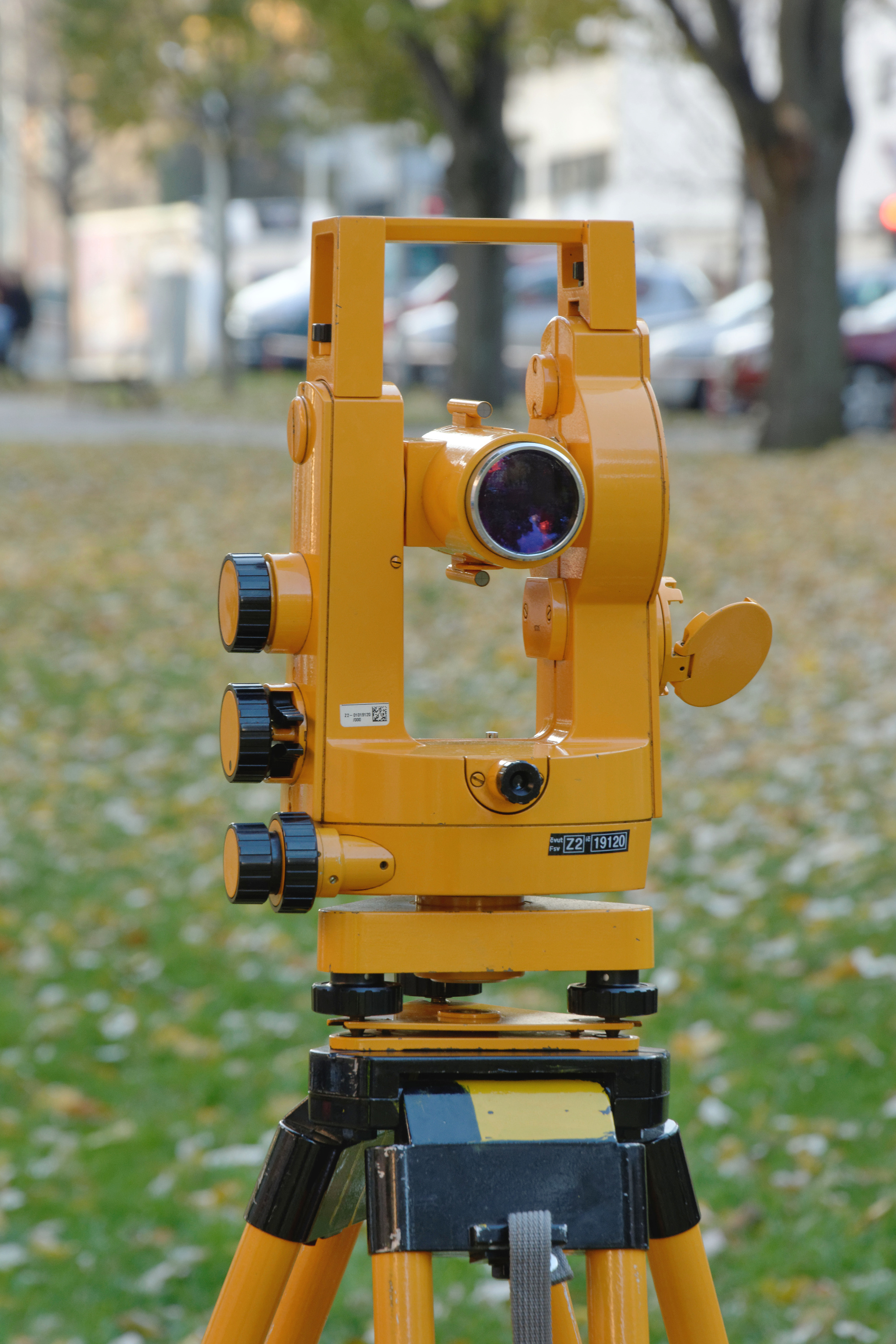
Optický dostřeďovač vestavěný do teodopitu Carl Zeiss Jena THEO 010B (okulár v těle alhidády pod dalekohledem).
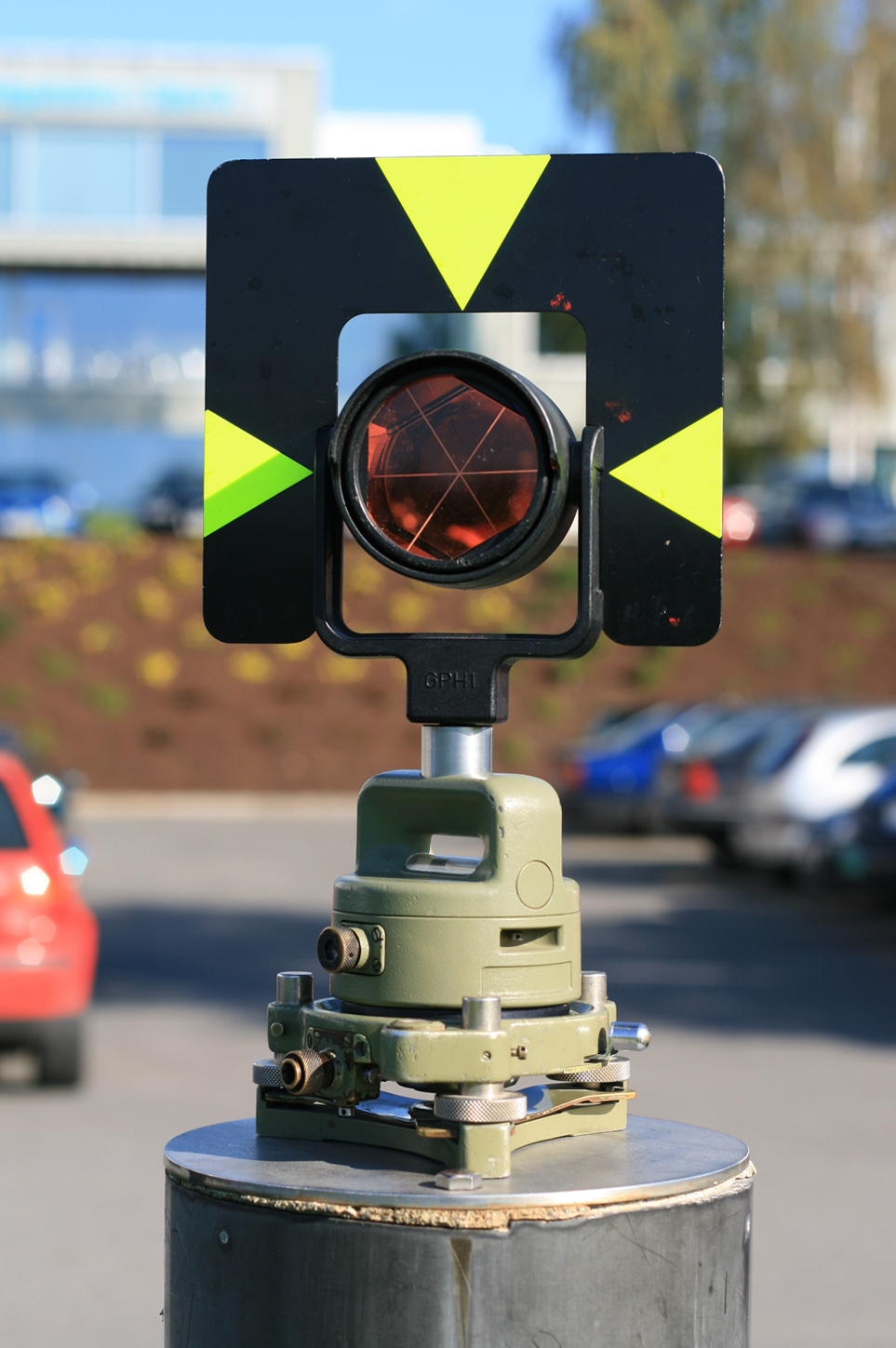
Samostatný optický dostřeďovač Wild s nasazeným odrazným hranolem pro světelný dálkoměr.
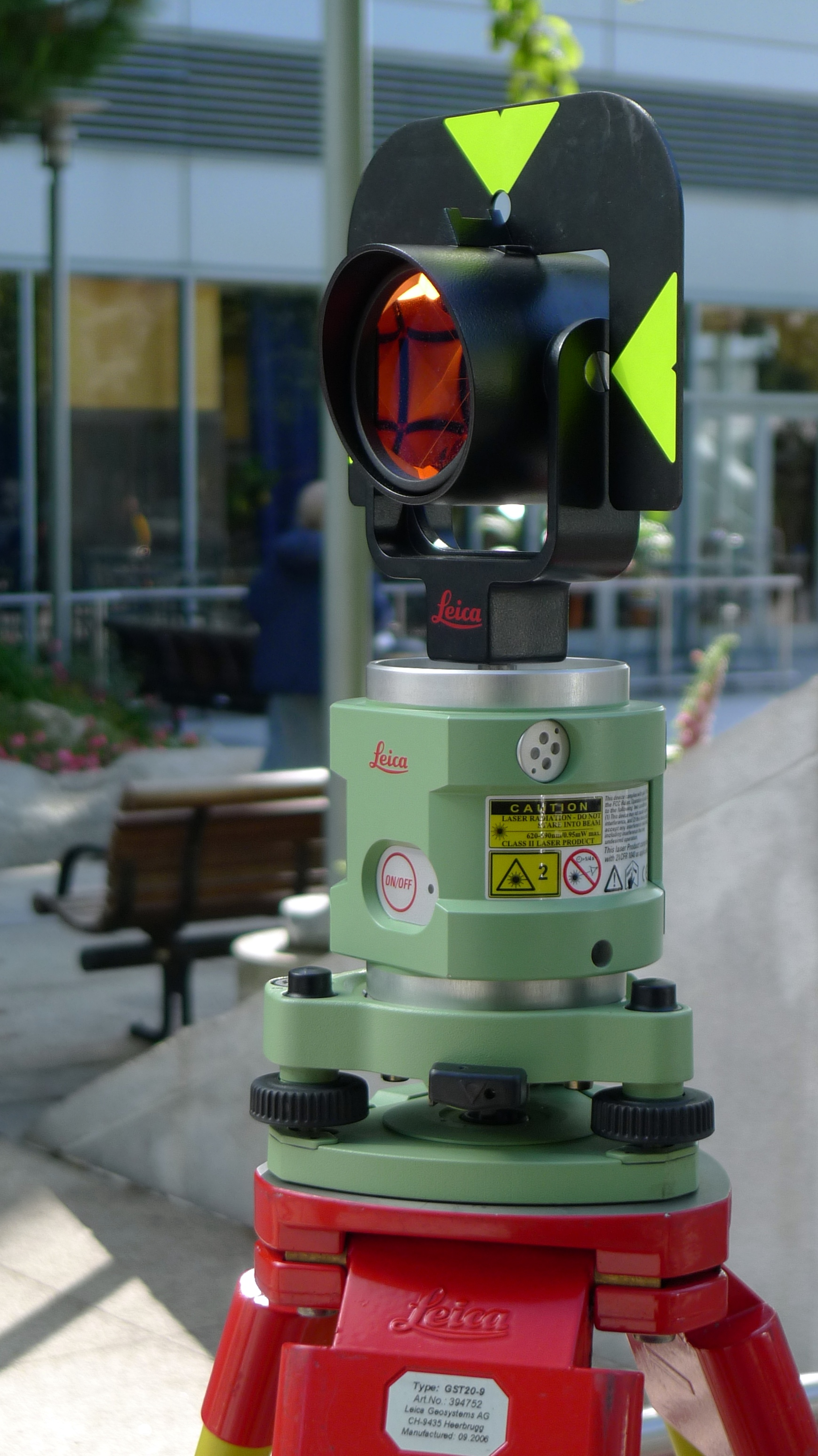
Samostatný laserový dostřeďovač Leica SNLL121 s nasazeným odrazným hranolem pro světelný dálkoměr.